# Tyttebær (frugt)
Tyttebær er bærrene af tyttebærplanten (Vaccinium vitis-idaea). De er små (5-10 millimeter) og skinnende røde. Deres smag er bitter på grund af et højt indhold af benzoesyre, og egner sig bedst til syltning. Det høje indhold af benzoesyre gør bærrene meget holdbare.
Af disse bær kan man fremstille:
- Tyttebærsyltetøj
- Råsyltede tyttebær
- Tyttebærkompot